# Steinbach (Jossa)
Der Steinbach ist ein rechter Zufluss der Jossa im bayrischen Landkreis Main-Spessart  und im hessischen Main-Kinzig-Kreis im Spessart.

## Geographie

### Verlauf
Der Steinbach entspringt in Bayern im zu Obersinn gehörenden Weiler Emmerichsthal (ursprünglich Steinbach). Nach Starkregen oder der Schneeschmelze entsteht der Bach noch weiter talaufwärts. Der Steinbach verläuft in nördliche Richtung, überquert die Landesgrenze nach Hessen und mündet in Jossa von rechts in die Jossa.

### Flusssystem Sinn
- Liste der Fließgewässer im Flusssystem Sinn

## Einzelnachweise

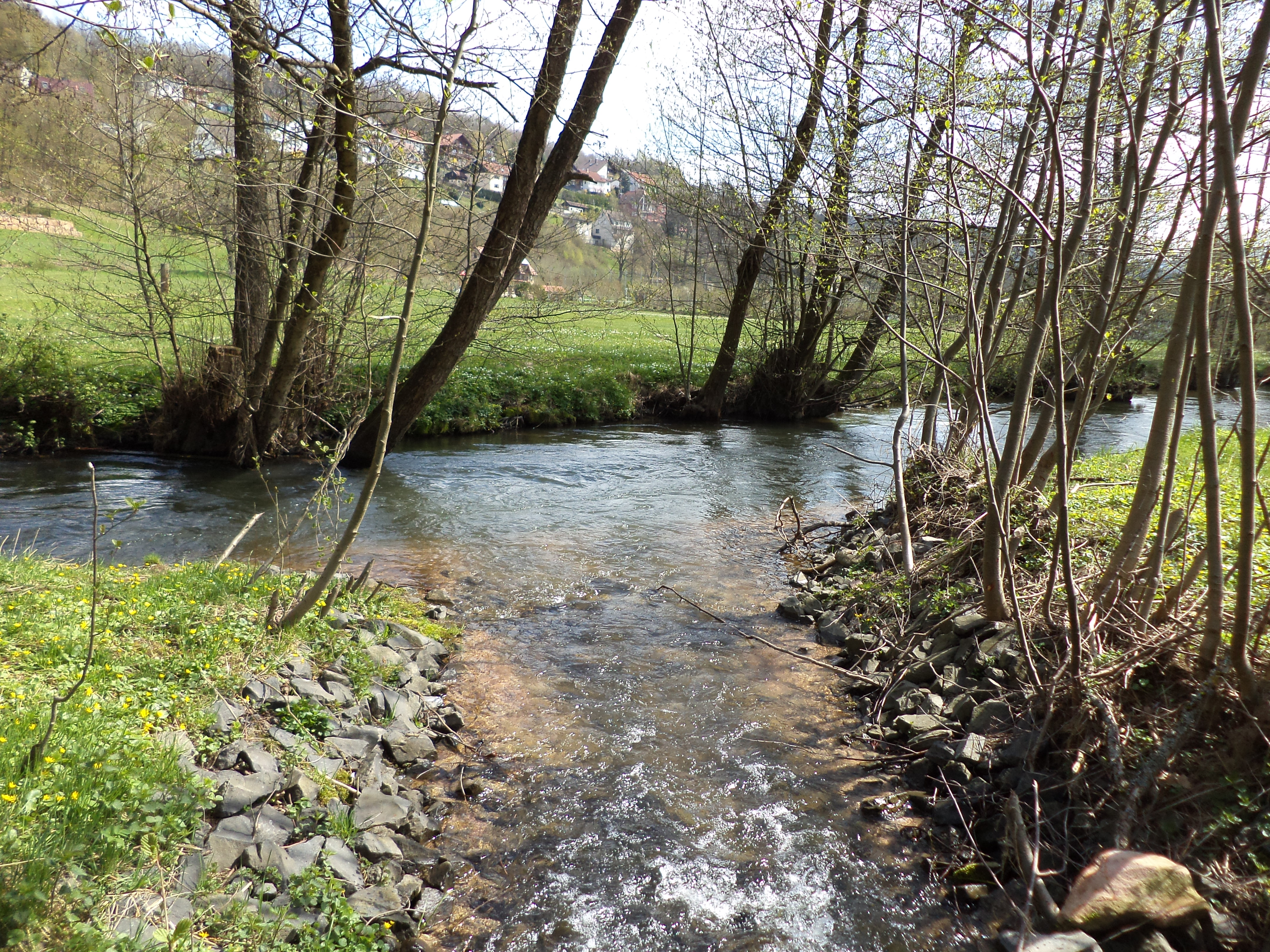
Der Steinbach (vorne) mündet in die Jossa